# Matjaž Kek
Matjaž Kek (né le 9 septembre 1961 à Maribor) est un entraîneur et footballeur international slovène, actuellement sélectionneur de la Slovénie.

## Palmarès

### Joueur
Maribor Teatanic
- Champion de Slovénie en 1997, 1998 et 1999.
- Vainqueur de la Coupe de Slovénie en 1997 et 1999.

### Entraineur
Maribor Pivovarna Laško
- Champion de Slovénie en 2003 et 2004.
- Vainqueur de la Coupe de Slovénie en 2004.

 HNK Rijeka
- Champion de Croatie en 2017.
- Vainqueur de la Coupe de Croatie en 2014 et 2017.
- Vainqueur de la Supercoupe de Croatie en 2014.